# Mercury Zephyr
La Zephyr è un'autovettura compact prodotta dalla Mercury dal 1978 al 1983.

## Storia
Il modello fu venduto sul mercato nordamericano e sostituì la Mercury Comet. Insieme all'omologa Ford Fairmont, fu la prima Mercury ad essere basata sul pianale Fox della Ford, che uscì poi di produzione nel 2004.
La denominazione della Zephy derivava da "zefiro", ovvero dal nome di un vento che soffia da ovest. Questo nome fu storico per la Ford. Fu infatti utilizzato per la prima volta sulla Lincoln Zephyr negli anni trenta. Tale modello fu poi la base per la Lincoln Continental. Dal 1950 al 1972 venne invece usato su un modello Ford commercializzato in Europa. Nel 2006 venne nuovamente applicato ad un modello Lincoln. Inizialmente, la MKZ venne infatti denominata Lincoln Zephyr. 

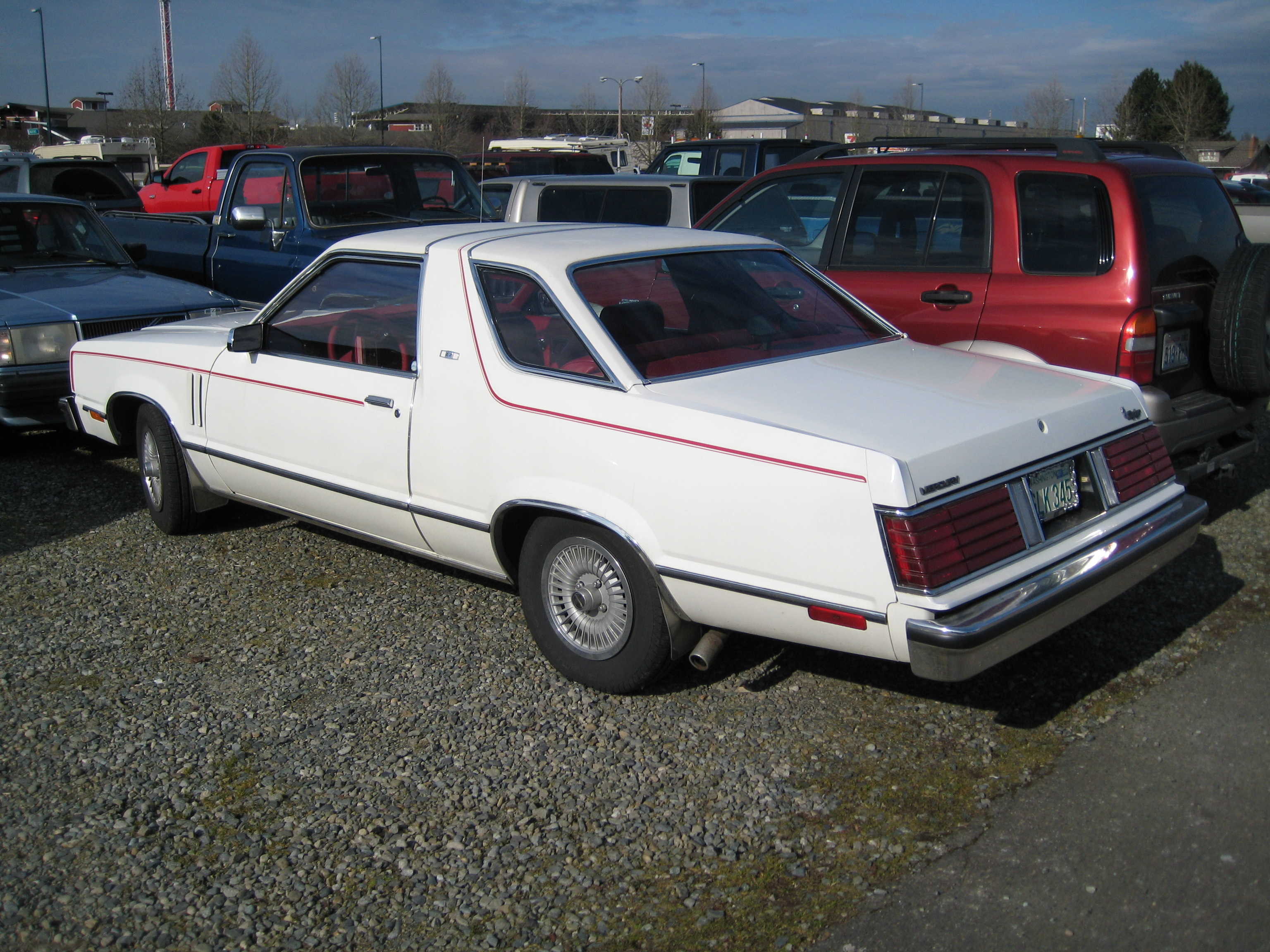
Una Mercury Zephyr Z7

La Mercury Zephyr condivideva molte caratteristiche con la Ford Fairmont. Entrambe, infatti, erano disponibili con motore a quattro, sei ed otto cilindri, ed erano offerte in versione berlina due e quattro porte, coupé due porte e familiare cinque porte. Al momento del lancio, le peculiarità principali che distinguevano i due modelli risiedevano nella calandra di forma curva e nei quattro fanali anteriori quadrati. La Fairmont era infatti dotata di una calandra piatta e di due fanali anteriori. Inoltre, la Zephyr era equipaggiata con sospensioni speciali ed aveva installato delle prese d’aria sui parafanghi. La motorizzazione della Zephyr comprendeva un quattro cilindri in linea da 2,3 L di cilindrata, un sei cilindri in linea da 3,3 L e dei V8 da 4,2 L e 5 L. I cambi disponibili erano invece due, uno manuale a quattro rapporti e l'altro automatico a tre marce. Il motore era montato anteriormente, mentre la trazione era posteriore.
Oltre alle versioni berlina e familiare, la Mercury produsse, in edizione limitata, la versione coupé. La Z-7, questo il suo nome, era dotata di un tettuccio che derivava dalla Ford Thunderbird ed era caratterizzata da un differente disegno della coda e dei fanali posteriori. Molte Z-7 furono disponibili con verniciatura bicolore. Per questa versione erano disponibili principalmente motori a sei cilindri in linea e propulsori V8. Le Z-7 dotate di motore a quattro cilindri in linea furono quindi molto rare.
Tra il 1982 ed il 1982, l'equipaggiamento fu gradualmente impoverito a causa del lancio della Topaz e della nuova serie della Marquis. Nel 1983, ad esempio, furono tolti dai listini i motori V8. I modelli con il motore appena menzionato diventarono in seguito popolari come vetture dragster grazie alla loro aerodinamica, al peso contenuto ed allo spazioso vano motore che era in grado di ospitare propulsori di grande cilindrata.
La Zephyr e la Fairmont vennero tolte dal mercato dopo il model year 1983. All'epoca, infatti, il gruppo Ford era indirizzato verso modelli a trazione anteriore.
La Zephyr venne assemblata a St. Thomas, a Kansas City, a Mahwah ed a Hapeville.